# 岡崎市図書館交流プラザ
岡崎市図書館交流プラザ（おかざきしとしょかんこうりゅうプラザ）は愛知県岡崎市にある岡崎市立中央図書館を中心とした複合型施設である。愛称は「Libra（りぶら）」。

## 概要
2008年11月1日、岡崎市中心部の康生地区に開館した。建設地は1999年に戸崎町へ移転した岡崎郵便局や、岡崎スポーツガーデン（プールやスケートリンク、ボウリング場など）などの跡地で、市の市街地活性化計画により手狭だった明大寺町の岡崎市立中央図書館を移転する計画を立て2006年に着工、2008年に完成した。裏手には伊賀川が流れる。
建物は、プロポーザル方式によって選出された、佐藤総合計画・千里建築設計事務所JVの設計によるもの。徳川氏の菩提寺である大樹寺三門から岡崎城天守閣の眺望が、不文律で市民に守られてきたことに配慮し、低層の構造になっている。2010年に第17回愛知まちなみ建築賞を受賞した。中部建築賞を受賞した。
愛称の由来は、「Library」（図書館）と「Liberty」（自由）を組み合わせた造語。2006年、公募にかけられ5つに絞られたなかから市民の投票によって決められた。

## 沿革
施設の位置する康生通西4丁目の一角の変遷は次のとおりである。明治期よりこの地には尋常小学連尺学校（現・岡崎市立連尺小学校）があった。1966年（昭和41年）、連尺小学校は現在の城北町に移転。
1968年（昭和43年）6月27日、学校跡地に総合レクリエーション施設「岡崎スポーツガーデン」がオープンした。まず流水プール兼スケートリンクが作られ、10月1日には3階建てのボウリング本館が建設された。ボウリング本館は1階が駐車場、2階がボウリング場、3階が市民体育館であった。
1971年（昭和46年）6月30日、岡崎市役所本庁舎（現在の西庁舎）の東側の土地3,110m2（現在、福祉会館、東庁舎があるところ）を所有する東武急行運輸が、同地に3階建てのボウリング場を建設するとのの建築確認申請を提出。市役所の新しい駐車場の整備を考えてた岡崎市は、康生通西のボウリング本館と市役所東側の土地の交換売買の話を同社にもちかけ、1972年（昭和47年）2月にボウリング本館の建物と土地は同社に売却された。東武ボウルとしてしばらく営業していたが、1974年（昭和49年）4月に東武急行運輸はこれを閉鎖し、以後建物はそのままにして有料駐車場にしていた。東武ボウルならびに跡地約4,700m2は1981年（昭和56年）に10億5千万円で市に買い戻され、建物は取り壊された。
1999年（平成11年）2月22日に岡崎郵便局が戸崎町へ移転。市は郵便局の用地3,330m2を購入。建物を壊して更地にし、当面イベント広場として利用する計画を提示した。
2000年（平成12年）初めに開かれた市議会全員協議会で、市は、江戸時代風の施設を建設すると発表。本会議に計画が提出されなかったことを市議が指摘すると、中根鎭夫市長は「知らせない方がよかったな」と発言し物議を醸した。市は当初予算を審議する3月議会にかけずに事業を興し、中心市街地活性化基本計画が具体化するまでのつなぎ事業として建設を開始した。事業費は6月議会の補正予算で組まれた。同年7月22日に商業施設「岡崎城下三河小町」がオープン。建設費は1億6,500万円。オープニングイベントには杉浦日向子が出演した。
「岡崎城下三河小町」（略称：三河小町）は、同年に放送されたNHK大河ドラマ『葵 徳川三代』を利用した町おこしにと、市の主導で昔の街並みを模して建てられた。岡崎市の特産品などを販売する店舗が軒を連ねていた。建物の運営管理は、岡崎市美術博物館のレストランと売店、岡崎市体育館の喫茶室の運営を任されていた市の100％出資の子会社、株式会社アイエヌジーサービスが行った。
同年9月10日、岡崎市長選挙が執行される。6選を目指す現職の中根鎭夫を前県議の柴田紘一が破り、初当選した。
当選直後の9月26日、柴田市長は市議会定例会で「どんどん続けていって赤字がふえてしまうようならば、早くやめなきゃならない」と答弁し、「三河小町」閉鎖の可能性を示唆した。三河小町では物販のほか、舞台で1か月に数回キャラクターショーなどのイベントを開催していたが、1日あたりの入場者数はオープン当初の約2,200人から下降線をたどり、2001年（平成13年）1月には約500人にまで落ち込んだ。同年2月時点で出店23業者のうち7業者が撤退した。柴田は同年9月6日開催の市議会で「責任をとれというなら、私は一日も早く閉めることが責任をとる一番大事なことだと思っている」と発言した。
その一方で、手狭となった明大寺町の岡崎市立図書館の移転計画が持ち上がった。2000年（平成12年）2月には「岡崎市図書館基本構想」が策定され、岡崎公園のグラウンド跡地が建設予定地とされた。しかし700台分の駐車場建設費が約140億円もかかることが分かり、同年11月に市は駐車場計画を断念。さらに調査で石垣などの岡崎城の遺構が発掘され保存の必要が発生したことから、計画を練り直した。
2001年（平成13年）1月、市は建設場所を康生通西地区とする方針を固めた。同年2月7日、岡崎市議会に新図書館建設特別委員会が設置される。同年8月13日に開かれた同特別委員会で、建設場所を康生通西地区とする市の提案が了承された。
建設費用やイベント委託料で2億5千万円あまりを投入した「三河小町」は2002年（平成14年）1月に閉鎖となり、1年半で姿を消した。同年3月、市は株式会社アイエヌジーサービスの解散を決定。同社の株は4人の社員に約3,190万円で譲渡された。
このほか、2003年（平成15年）8月31日に「岡崎スポーツガーデン」が閉鎖された。岡崎市城北会館も同年に廃止された。岡崎市城北保育園も2005年（平成17年）3月に八帖北町に移転した。2006年（平成18年）6月28日に着工。康生通西3丁目にあった岡崎保健所は2008年（平成20年）3月の岡崎げんき館のオープンとともに取り壊された。
2008年（平成20年）3月10日に完工。同年11月1日に開館した。

## 施設

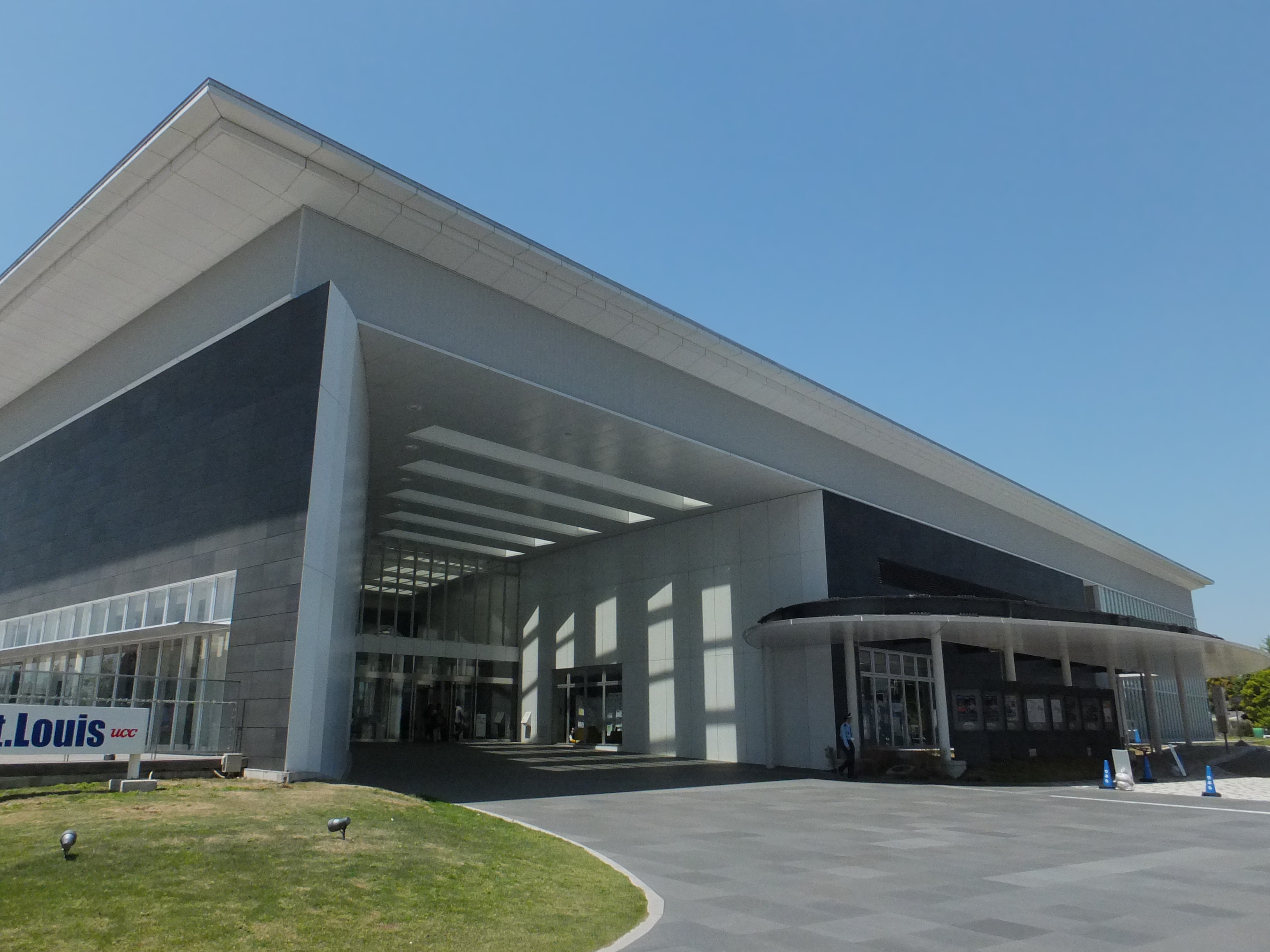
2階出入口

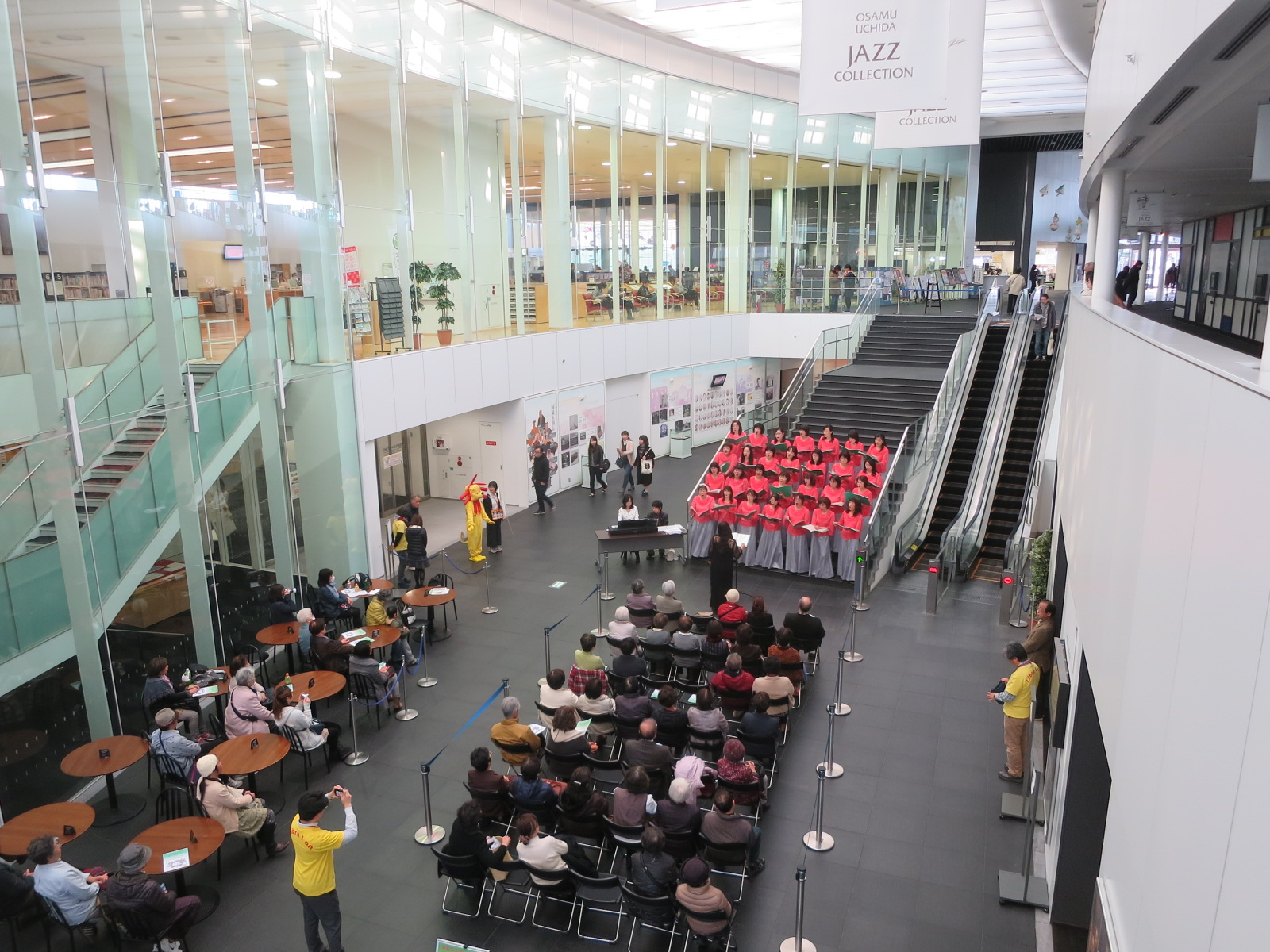
建物の内部

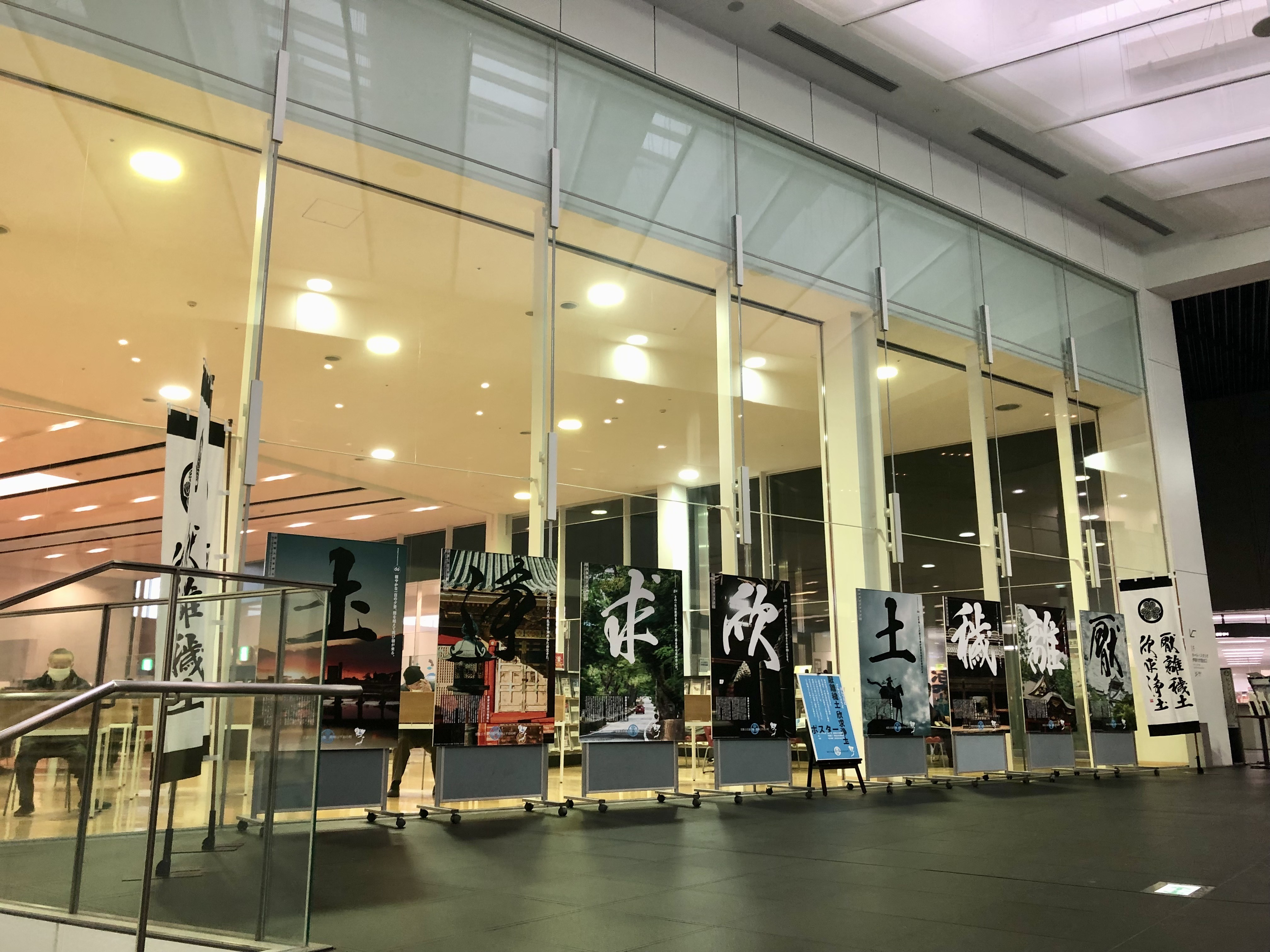
建物の内部

地上3階建て（高さ約15m）で、建築面積は約13,500m2。屋外と屋内に299台を収容する駐車場を備える。2階が地上部分にあたるため、2階に出入口が設けられている。
施設内には、1・2階には東西に「お堀通り」、2階に「お堀通り」というメーン通路が通っている。お堀通りは、古くは岡崎城の「大林寺郭堀」があったことをイメージし、緩やかな曲線を描いて長さ100mを結んでいる。お城通りは、大樹寺三門から岡崎城天守閣の眺望を表し、長さ60mを結ぶ。通路には、椅子や机が置かれており、交流スペースとして活用されている。
1階は中央図書館、岡崎むかし館のほか、最大292席を備えるホールやスタジオ、会議室が設置されている。また、岡崎信用金庫のATMが置かれている。2階には総合案内が置かれており、中央図書館、市民活動総合支援センター、内田修ジャズコレクション展示室、調理室、創作室、乳幼児室、会議室が設置されている。3階は、ほとんどが2階の吹き抜けになっており、会議室や国際交流センターのほか、テラスと屋内庭園を備える。
屋外には、西側に伊賀川を眺めながら読書を楽しめる読書広場や、入口北に芝生広場が設置されている。
2013年暮れ、委託業者の倒産によりカフェ&レストラン「セントルイス」が閉鎖。2014年11月28日、同じ場所にサークルKとカフェ&レストラン「K's CAFE」がオープンしたが、現在はローソンが入っている。

### 主な施設
岡崎市立中央図書館
2階から地下1階までの3フロアからなり、地下1階は自動出納書庫になっている。1階は「レファレンスライブラリー」として、地域資料をはじめとした専門書を配置している。2階は「ポピュラーライブラリー」として、新聞・雑誌の閲覧コーナーやCD・DVDをそろえる視聴覚コーナーなどが置かれている。視聴覚コーナーでは、NHKと協力して過去に岡崎で起きた出来事を伝えるニュースなどの映像を閲覧できる「りぶら映像アーカイブス」を提供している。また、お城通りを挟んで児童書や絵本、紙芝居を置き、読み聞かせなどができる「子ども図書室」が設けられている。
蔵書資料は約60万冊、収容可能資料数は約100万冊。
市民活動総合支援センター
生涯学習支援センター、国際交流センター、男女共同参画センター、市民活動センターを統合した施設で、市民の学習や活動をサポートしている。
内田修ジャズコレクション展示室
2階の一角にある施設。岡崎市で生まれ育ち、ジャズ愛好家として知られた開業医の内田修が1993年に市へ寄贈した自身のコレクションを展示する施設。かつて内田が病院内に設けていたドクターズ・スタジオの再現コーナーや、レコードジャケットや楽器の展示コーナー、アーティストのメッセージ視聴コーナー、未発表音源の試聴コーナーが設置されている。岡崎市シビックセンターに設置されていたが、当施設開館とともに移転した。
岡崎むかし館
1階の歴史資料展示室。岡崎市の歴史やゆかりの偉人を紹介したパネル展示のほか、昔のくらしや伝統的な祭りに関する資料を展示している。このほか、直径7mの岡崎市の航空写真を床に貼り付けている。